# ブドーイア
ブドーイア（伊: Budoia）は、イタリア共和国フリウリ＝ヴェネツィア・ジュリア州ポルデノーネ県にある、人口約2,500人の基礎自治体（コムーネ）。

## 地理

### 位置・広がり

#### 隣接コムーネ
隣接するコムーネは以下の通り。括弧内のBLはベッルーノ県所属を示す。
- アヴィアーノ
- フォンタナフレッダ
- ポルチェニーゴ
- タンブレ (BL)

### 気候分類・地震分類
ブドーイアにおけるイタリアの気候分類 (it) および度日は、zona E, 2371 GGである。
また、イタリアの地震リスク階級 (it) では、zona 2 (sismicità media) に分類される。